# فيا فلامينيا

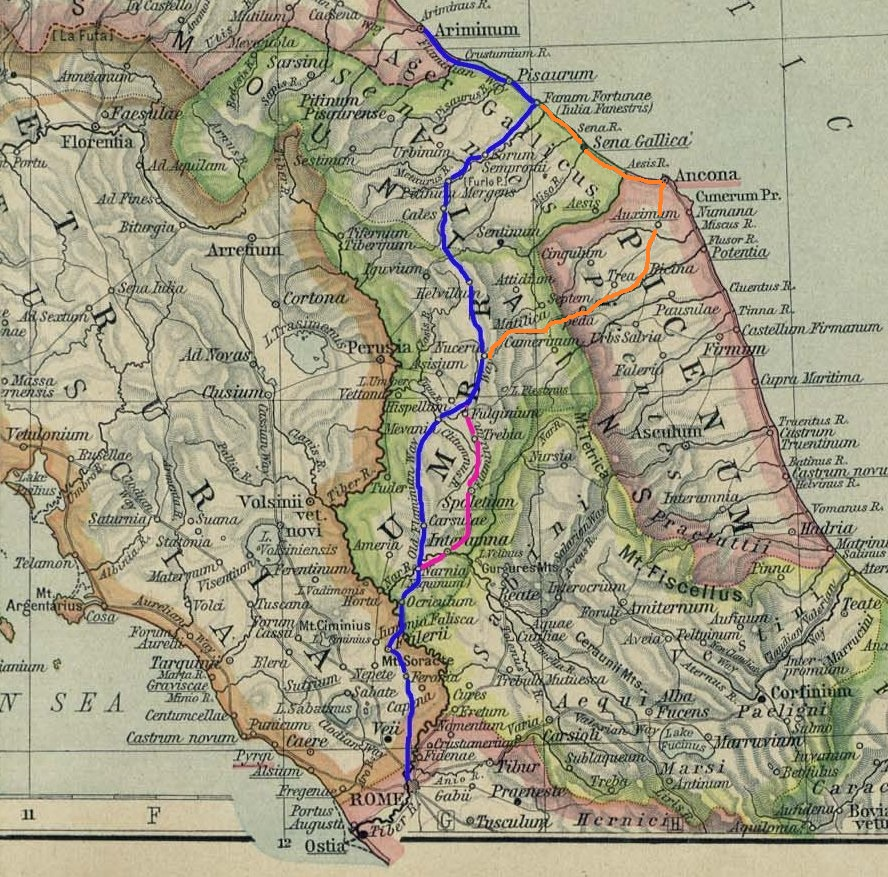
فيا فلامينيا، أما البنفسجي فهو فيا فلامينيا نوفا (طريق فلامينيا الجديد).

كان فيا فلامينيا (باللاتينية: Via Flaminia) طريقًا رومانية قديمة تقود من روما عبر جبال الأبينيني إلى إريمينوم (ريميني) على ساحل البحر الأدرياتيكي، ونظرًا إلى وعورة الجبال كان فيا فلامينيا الخيار الرئيسي للرومان للسفر بين إتروريا ولاتيوم وكامبانيا ووادي بو.